# Lawrence Gonzi
Lawrence Gonzi (Valletta, 1953. július 1.) máltai politikus, miniszterelnök.

## Civil pályafutása
A Máltai Egyetemen jogot hallgatott, 1975-ben diplomázott, majd később ugyanitt doktorált. A diploma megszerzése után ügyvédi tevékenységet folytatott 1988-ig. 1989 és 1997 között a Mizzi Organisation elnöke volt, amely Málta egyik legnagyobb munkaadójának számít. 1976 és 1986 között a Máltai Katolikus Akció jótékonysági szervezet elnöke volt.

## Politikai pályafutása
Már fiatalon belépett a máltai Nemzeti Pártba. 1988-ban és 1992-ben a Képviselőház szóvivőjévé választották. 1996-ban bejutott a parlamentbe, ellenzéki politikusként a szociálpolitikáért felelős árnyékminiszter volt. 1997-ben megválasztották a Nemzeti Párt főtitkárává.
1998-ban Edward Fenech Adami miniszterelnök kinevezte kormányának szociális miniszterévé. Egy évvel később pártjának alelnöke és miniszterelnök-helyettes lett (miniszteri posztjának megtartása mellett). A 2003-as választási győzelem után ismét miniszterelnök-helyettes, és a Képviselőház elnöke volt, míg 2004. márciusában Fenech Adami miniszterelnök lemondása után Gonzi lett a szigetország új kormányfője és a Nemzeti Párt új elnöke, emellett átvette a pénzügyi tárca irányítását is. A 2008-as választásokon megerősítették őt és kormányát, de a pénzügyminiszteri posztot leadta párttársának, Tonio Fenech-nek. Még ebben az évben átvette a MEPA (Maltese Environmental and Planning Authority, Málta Környezetért és Tervezésért Felelős Hatósága) vezetését, különös tekintettel a hivatal reformjára.

## Családja
Nős, két fiúgyermek és egy lánygyermek édesapja. Nagybátyja, Sir Mikiel Gonzi, Málta érseke volt 1943 és 1976 között. Öccse, Michael Gonzi a Képviselőház tagja.

## Kapcsolódó oldalak
- Málta miniszterelnökeinek listája